# Slike i prilike, katalog
Slike i prilike je osamnaesta knjiga jugoslovenskog pisca i slikara Perice Jokića.

## Knjiga katalog
Slike i prilike je katalog slika koje je Jokić uradio u periodu od 1984 do 2021. godina. Od svoje prve slike-grafike rađene u olovci, do poslednje, rađene uljanim pastelima. 

## Umetnička hronologija
Knjiga na 276 stranica daje hronološki pregled svega onoga što je u oblasti likovne umetnosti napravio Perica Jokić. Katalog je podeljen na jedanaest segmenata (poglavlja), prema tehnici i formi izražavanja. Pored naziva dela stoje podaci o dimenzijama slika kao i datum kada je koji rad nastao.

## Sadržaj knjige
Slike i prilike predstavljaju skup svih likovnih aktivnosti autora: slike, grafike, karikature, kolaži i ilustracije. Sve je odvojeno posebnim poglavljem, dajući jasniju preglednost i lakše pronalaženje pojedinog rada.

## Pointilizam
“Lako je uočiti da se Jokić najviše bavio portretom i da je prepoznatljiv po pointilizmu, tačkicama kojima je do potpune realnosti dovodio likove na svojim slikama. To je najčešće ostvarivao koristeći flomastere, a onda i tuš. Koliko je pointilizam zahtjevan za rad govori podatak koji Jokić iznosi, a to je da je za realizovanje jednog portreta dimenzija 410x290 mm potrebno napraviti oko sto osamdeset hiljada tačkica, ili u prosjeku 150 tačkica po kvadratnom centimetru. Ove slike se i vremenski najduže rade, jer je broj tačkica ujedno i broj poteza koje treba ostvariti. Nasuprot ilustracijama koje su često završene u dvije-tri krive linije. N.T.Č. ” (iz predgovora o knjizi).

## Murali
Na zadnjoj strani korica prikazan je jedan od murala Perice Jokića, a uradio ih je preko deset. Murali su rađeni krajem osamdesetih godina prošlog veka i zbog krečenja ili ruiniranja zidova, do danas su sačuvana samo tri.

## Primenjena umetnost
Osim što je slikama i grafikama ukrašavao korice knjiga, Jokić je uradio oko 150 karikatura i ilustracija za svoje i tuđe knjige. Ovo se odnosi, pre svega, na knjige Pametniji popušta, Tačno u podne, Pričam ti priču, Svemirski dnevnik, Ogledi Roberta Nimanija, Izrazito dobre priče, ali i knjigu Dragana Vujačića “Ide karavan i tri poeme”. 

## Novi izrazi i forme
“Jokić je svoju satiričnu duhovitost znao da primijeni i kod odabira umjetničke forme. Tako je gipsorezu, linorezu i drvorezu pridružio i – papirorez. Sjajni kunstdruk papir premazuje crnim tušem, a onda, kada se podloga potpuno osuši, rezbari po njoj običnom šivaćom iglom. Doduše, uradio je samo jedan papirorez, ali mu je mjesto obezbijeđeno u ovom katalogu.  N.T.Č.” (iz predgovora za knjigu)